# Orient Express (hetilap)
Az Orient Express Bukarestben 1992 novemberében indított „polgári hetilap”. Főszerkesztője Román Győző; a szerkesztőségben ott találjuk Béres Katalint, Kallós Pétert, Kállai Lászlót, Lázár Editet. Felelős kiadója 1994-96-ban Szőcs Géza, illetve az Erdélyi Híradó Kft. Munkatársainak egy részét az 1992 júniusában megszűnt Változó Valóságtól vette át. Végül rendszertelenül, többnyire valamilyen időszerű politikai alkalomhoz kötötten jelent meg 1996-ig.  Jeles közírói többek közt Németh Csaba filozófus, Zágoni Albu Zoltán egyházi író, Székely László sportújságíró.